# Richard Paul
Richard Paul (Los Angeles, 6 giugno 1940 – Los Angeles, 25 dicembre 1998) è stato un attore statunitense.

## Biografia
Attore caratterista, recitò in molte delle più famose serie TV, in particolare degli anni ottanta, tra cui Fantasilandia, M*A*S*H, La famiglia Bradford, La piccola grande Nell, Love Boat, Quincy, Hazzard, Happy Days, Storie incredibili, Sposati con figli, La signora in giallo, Beverly Hills 90210, Gli amici di papà, Pappa e ciccia.
Apparve anche sul grande schermo, prendendo parte a film quali L'esorcista II: l'eretico (1977), Corruzione a New York (1984), Fuga dal futuro - Danger Zone (1987), Assalto al network (1988), Bloodfist III: La legge del drago (1992), Larry Flynt - oltre lo scandalo (1996). La sua ultima apparizione, postuma, è nel mockumentary The Independent, uscito nel 2000, ad oltre due anni dalla sua morte per cancro, avvenuta a Studio City, in California.

## Filmografia parziale

### Cinema
- L'esorcista II: l'eretico (Exorcist II: The Heretic), regia di John Boorman (1977)
- Herbie, the Love Bug (serie TV), (1982)
- Corruzione a New York (Not for Publication), regia di Paul Bartel (1984)
- Fuga dal futuro - Danger Zone (Project X), regia di Jonathan Kaplan (1987)
- Assalto al network (Pass the Ammo), regia di David Beaird (1988)
- Bloodfist III: La legge del drago (Bloodfist III: Forced to Fight), regia di Oley Sassone (1992)
- Larry Flynt - oltre lo scandalo (The People vs. Larry Flynt), regia di Miloš Forman (1996)

### Televisione
- Storie incredibili (Amazing Stories) – serie TV, episodio 1x20 (1986)
- La signora in giallo (Murder, She Wrote) – serie TV, 7 episodi (1987-1991)

## Doppiatori italiani
Nelle versioni in italiano delle opere in cui ha recitato, Richard Paul è stato doppiato da:
- Sergio Graziani in Larry Flynt - Oltre lo scandalo
- Sergio Tedesco in La famiglia Bradford
- Enzo Garinei in Top Secret
- Giorgio Lopez in La signora in giallo (ep. 3x09)
- Gino Pagnani in La signora in giallo (ep. 4x10)
- Silvio Anselmo in La signora in giallo (ep. 5x03)
- Gianfranco Bellini in La signora in giallo (ep. 6x06 e 6x11)
- Pino Ferrara in La signora in giallo (ep. 7x13)
- Franco Zucca in La signora in giallo (ep. 7x17)
- Mario Bardella in RoboCop